# Lechriorchis primus
Lechriorchis primus är en plattmaskart. Lechriorchis primus ingår i släktet Lechriorchis och familjen Ochetosomatidae. Inga underarter finns listade i Catalogue of Life.